# Dusona cultrator
Dusona cultrator är en stekelart som först beskrevs av Johann Ludwig Christian Gravenhorst 1829.  Dusona cultrator ingår i släktet Dusona och familjen brokparasitsteklar. Arten är reproducerande i Sverige. Inga underarter finns listade i Catalogue of Life.